# 7 Days
7 Days (en francés: Les 7 jours du talion) es una película canadiense dirigida por Daniel Grou y protagonizada por Claude Legault. El guion fue escrito por Patrick Senécal y basado en su novela Les sept jours du taliontt.

## Elenco
- Claude Legault como Bruno Hamel.
- Rémy Girard como Hervé Mercure.
- Martin Dubreuil como Anthony Lemaire.
- Fanny Mallette como Sylvie Bérubé.
- Rose-Marie Coallier como Jasmine Hamel.
- Alexandre Goyette como Michel Boisevert.
- Dominique Quesnel como Maryse Pleau.
- Pascale Delhaes como Diane Masson.
- Pascal Contamine como Gaétan Morin.
- Daniel Desputeau como Gilles, Médecin.

## Sinopsis
Bruno Hamel es un doctor que vive junto a su esposa, Sylvie, y su hija de 8 años, Jasmine. Son la estampa de una familia feliz. Pero una tarde todo cambia su joven hija es violada y asesinada.

## Lanzamiento
La película se estrenó el 22 de enero de 2010 en el Festival de Cine de Sundance, como estreno mundial.
En Rotten Tomatoes, la película tiene una puntuación de 80%.